# جان انگوس
جان انگوس (به انگلیسی: John Angus) بازیکن فوتبال زادهٔ ۲ سپتامبر ۱۹۳۸ اهل کشور انگلستان بود که سابقهٔ بازی در تیم ملی فوتبال انگلستان را در کارنامهٔ خود دارد. وی در تاریخ ۲۷ مه ۱۹۶۱ تنها بازی ملی خود را در مقابل تیم ملی فوتبال اتریش انجام داد.